# Hong Kong nos Jogos Olímpicos de Inverno de 2006
Hong Kong mandou um competidor para os Jogos Olímpicos de Inverno de 2006, em Turim, na Itália. A única competidora foi Han Yueshuang, que competiu em três eventos da patinação de velocidade em pista curta.

## Desempenho

### Patinação de velocidade em pista curta
| Atleta        | Evento          | Preliminar | Preliminar | Quartas     | Quartas     | Semifinal   | Semifinal   | Final       | Final |
| Atleta        | Evento          | Tempo      | Pos.       | Tempo       | Pos.        | Tempo       | Pos.        | Tempo       | Pos.  |
| ------------- | --------------- | ---------- | ---------- | ----------- | ----------- | ----------- | ----------- | ----------- | ----- |
| Han Yueshuang | 500 m feminino  | 47.087     | 4          | Não avançou | Não avançou | Não avançou | Não avançou | Não avançou | 24    |
| Han Yueshuang | 1000 m feminino | 1:37883    | 3          | Não avançou | Não avançou | Não avançou | Não avançou | Não avançou | 18    |
| Han Yueshuang | 1500 m feminino | 2:36.233   | 5          | Não avançou | Não avançou | Não avançou | Não avançou | Não avançou | 24    |

Legenda
| Recorde mundial      | Recorde mundial (World record)               |                       | Recorde africano                      | Recorde africano (African) |                                           | Q | Classificado por posição (Qualified) |
| Recorde olímpico     | Recorde olímpico (Olympic record)            | Recorde da América    | Recorde da América (Americas)         | q                          | Classificado por melhor tempo (Qualified) |   |                                      |
| Melhor marca do ano  | Melhor marca do ano (World leading)          | Recorde asiático      | Recorde asiático (Asian)              | DNS                        | Não largou (Did not start)                |   |                                      |
| Recorde nacional     | Recorde nacional (National record)           | Recorde europeu       | Recorde europeu (European)            | DNF                        | Não terminou (Did not finish)             |   |                                      |
| Recorde pessoal      | Recorde pessoal do atleta (Personal best)    | Recorde da Oceania    | Recorde da Oceania (Oceania)          | DSQ / DQ                   | Desclassificado (Disqualified)            |   |                                      |
| Recorde da temporada | Recorde da temporada do atleta (Season best) | Recorde sul-americano | Recorde sul-americano (South America) | NM                         | Sem marca (No mark)                       |   |                                      |